# De Weere (Opmeer)

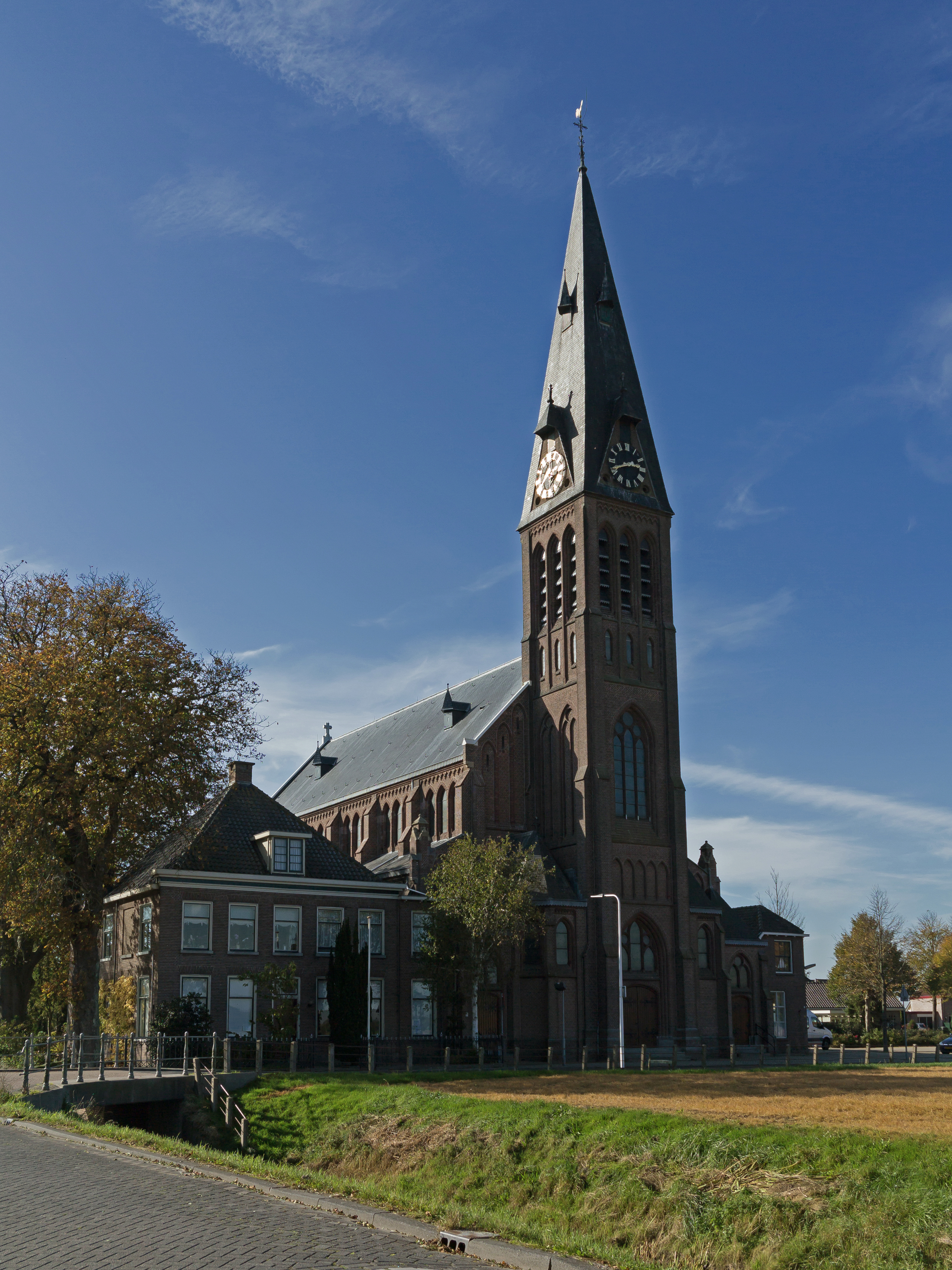
De Sint Lambertuskerk

De Weere (West-Fries: De Weare) is een dorp in de gemeente Opmeer, in de Nederlandse provincie Noord-Holland.
De Weere is bijna een compleet lintdorp. Het dorp staat haaks op - en verbindt - de Oosterboekelweg en de Vekenweg. De hoofdstraat heet de Driestedenweg, omdat het dorp tot 1811 onder drie verschillende "steden" viel. Deze steden, Hoogwoud, Abbekerk en Sijbekarspel, waren rechtsgebieden op het Westfriese platteland met stadsrechten. Na 1811 vervielen de stadsrechten, maar bleef het dorp verdeeld onder drie verschillende gemeentes. Deze situatie bleef tot 1979, toen door een gemeentelijke herindeling het gehele dorp in de gemeente Opmeer kwam te liggen.
Sinds de 20e eeuw wordt bij het dorp ook de doodlopende weg Tropweere gerekend; daarvoor werd Tropweere nog als een afzonderlijke, maar kleine plaats beschouwd. De plaatsnaam verwijst overigens naar het feit dat het boven het dorp De Weere is gelegen. Onder het dorp worden ook de buurtschappen Harderwijk, Paradijs en Abbekerkeweere gerekend.
De plaatsnaam komt al in 1745 voor als De Weere. Ook wordt vaak gesproken over de Hoogwouder Weere of de Abbekerker Weere, om aan te duiden om welk stuk van het dorp het ging. Er zijn ook andere Weeres elders in de regio aanwezig, zoals de Winkeler Weere, gelegen binnen het dorpsgebied van Winkel. De plaatsnaam is namelijk een veel voorkomende veldnaam-toponiem in West-Friesland. Het toponiem betekent land dat gelegen is tussen twee afwateringssloten, waarbij het land een redelijke omvang had.
De huidige bewoning van De Weere is een combinatie van huizen en agrarische bedrijven. Er staat ook een kerk, namelijk de katholieke Sint-Lambertuskerk.

## Geboren
- Ellen Laan (1962-2022), hoogleraar seksuologie en psychologe